# Traubia modesta

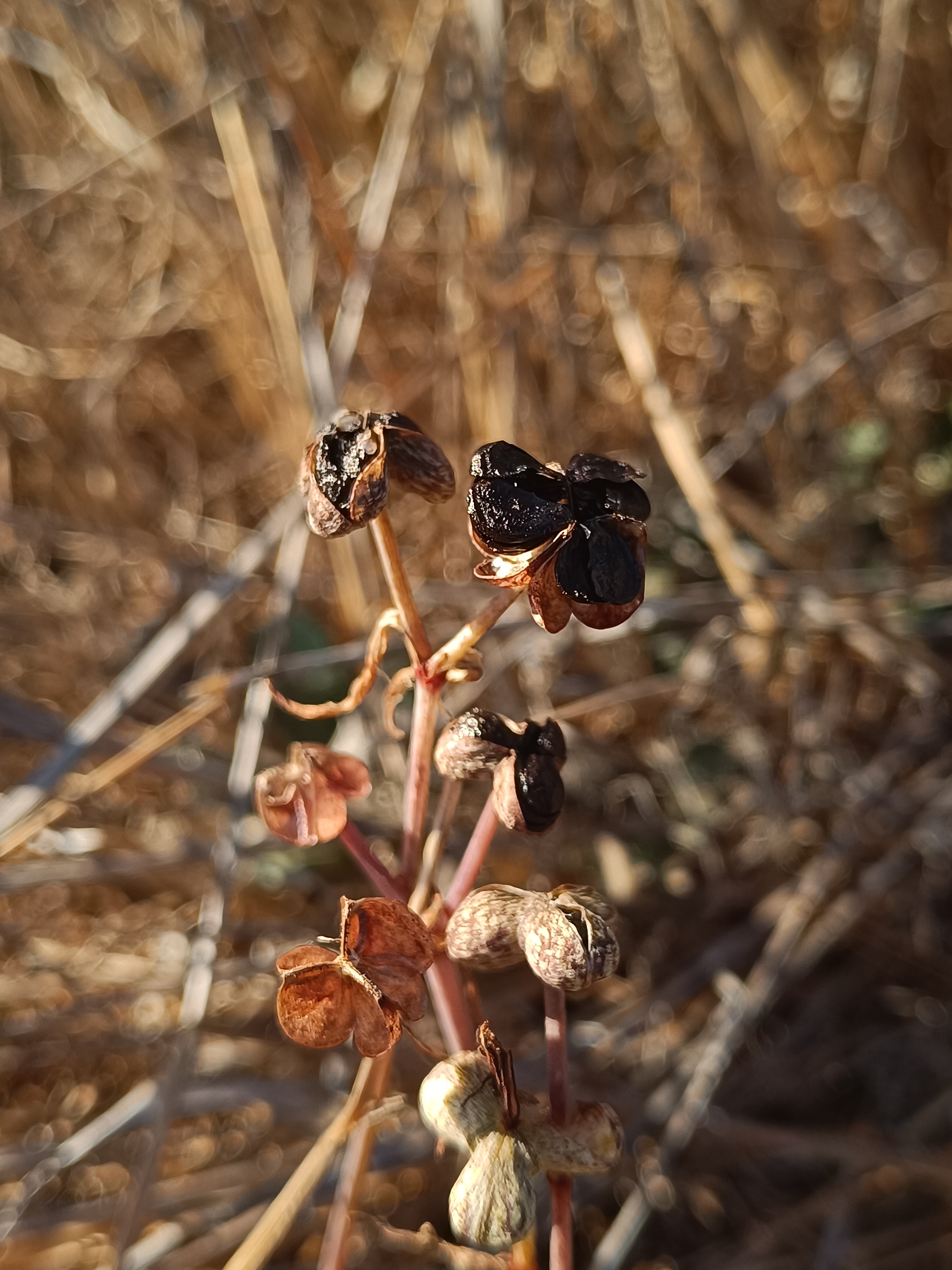
Semillas y frutos cuajados de Traubia modesta, tomada en «Reserva Los Espinos», Villa Alemana, Región de Valparaíso, 2025.

Traubia es un género monotípico de plantas herbáceas, perennes y bulbosas perteneciente a la familia Amaryllidaceae. Incluye una sola especie oriunda del norte y centro de Chile: Traubia modesta (Phil.) Ravenna.

## Morfología
Planta de 4-6 cm de alto. Bulbo ovoide, cubierto por capas de color café oscuro. Hojas vernales, ausentes en la antesis, crecen verticales, lineares, de color verde brillante, algo carnosas, moderadamente canaladas a casi planas, con un ápice obtuso o subagudo, de 8-12 cm de largo, 1,9-2,9 mm de ancho. Inflorescencia de 1-5 flores. Pedicelos rígidos, se extienden verticalmente, de 7-10 mm de largo, del mismo color del escapo. Flores con forma estrellada, blancos, a menudo teñidos de púrpura claro en el centro, de 29-40 mm de diámetro. Ovario casi enteramente triquetro a casi tricoco, del mismo color de los pedicelos, de 1,9-2,3 mm de largo, 1,9-2,3 mm de diámetro. Tépalos oblongos o linear-oblongos, blanquecinos con dos líneas púrpura-pálidas cerca de la base, y una línea más larga, púrpura-oscura, desde la base a la punta.

## Taxonomía
Traubia modesta fue descrita por (Phil.) Ravenna y publicado en Plant Life 19: 55. 1963.
Sinonimia
Los siguientes nombres se consideran sinónimos de Traubia modesta.
- Traubia chilensis.
- Rhodophiala modesta Phil.
- Lapiedra chilensis F.Phil. ex Phil.
- Hippeastrum modestum (Phil.) Baker.
- Amaryllis modesta (Phil.) Traub & Uphof.

## Nombre común
El nombre vernáculo de Traubia modesta es «añañuca blanca» o «añañuca modesta».

## Distribución
Se distribuye entre la Región de Coquimbo y la Región de Valparaíso, en las localidades de Salamanca, Pichidangui, Belloto Sur, Rautén y Pullally. Además, mediante la plataforma de Inaturalist se han registrado individuos en Villa Alemana, en el área verde denominada «Reserva Los Espinos».